# Asteroid retrograd
Un asteroid retrograd este o planetă minoră care își parcurge orbita în sensul retrograd, adică se rotește în jurul Soarelui în sens invers mișcării Pământului și a majorității celorlalte planete și asteroizi.
Printre cele 726.261 de planete minore cunoscute la sfârșitul lui 2016, doar 82 sunt retrograde. Primul asteroid retrograd recunoscut ca atare este 20461 Dioretsa, descoperit în 1999. Au fost descoperite și obiecte aflate pe orbite retrograde în jurul unor alte stele decât Soarele.